# Liste der Einträge im National Register of Historic Places im Independence County
Die Liste der Registered Historic Places im Independence County führt alle Bauwerke und historischen Stätten im Independence County in Arkansas auf, die in das National Register of Historic Places aufgenommen wurden.

## Aktuelle Einträge
| Lfd. Nr. | Name                                                        | Bild | Datum der Eintragung | Adresse/Lage                                                                         | Ort        | ID-Nr.   | Beschreibung |
| -------- | ----------------------------------------------------------- | ---- | -------------------- | ------------------------------------------------------------------------------------ | ---------- | -------- | ------------ |
| 1        | Adler House                                                 |      | 22. Dez. 1982        | 292 Boswell St.                                                                      | Batesville | 82000833 |              |
| 2        | Akron Cemetery                                              |      | 4. Okt. 2002         | Approx. 2 mi. S of Newark on AR 122                                                  | Newark     | 02001072 |              |
| 3        | Bartlett-Kirk House                                         |      | 16. Aug. 1994        | 910 College St.                                                                      | Batesville | 94000856 |              |
| 4        | Batesville Commercial Historic District (Boundary Increase) |      | 5. Okt. 1990         | Main St. from N of Central to 1 block N of Church                                    | Batesville | 90001097 |              |
| 5        | Batesville Commercial Historic District                     |      | 7. Okt. 1982         | Main and Central Sts.                                                                | Batesville | 82000834 |              |
| 6        | Batesville Confederate Monument                             |      | 3. Mai 1996          | NE corner of Courthouse Lawn, jct. of S. Broad St. and W. Main St.                   | Batesville | 96000504 |              |
| 7        | Batesville East Main Historic District (Boundary Increase)  |      | 27. Dez. 1996        | 1011, 1041, 1063, and 1087 College Ave.                                              | Batesville | 96001520 |              |
| 8        | Batesville East Main Historic District                      |      | 22. Dez. 1983        | Main St. between 7th and 11th Sts.                                                   | Batesville | 83003546 |              |
| 9        | Bethel African Methodist Episcopal Church                   |      | 16. Okt. 1986        | 895 Oak St.                                                                          | Batesville | 86002875 |              |
| 10       | Big Botton Slough Bridge                                    |      | 24. Sep. 2004        | Cty Rd. 58 (Padgett Island Rd.) approx. 2.5 mi. S. of AR 69                          | Magness    | 04001042 |              |
| 11       | Capt. John T. Warner House                                  |      | 2. Sep. 1982         | 822 E. College St.                                                                   | Batesville | 82002115 |              |
| 12       | Cedar Creek Bridge                                          |      | 18. Mai 1995         | Co. Rd. 235 over Cedar Cr., approximately 1.5 mi. S of jct. of Co. Rd. 235 and AR 14 | Rosie      | 95000613 |              |
| 13       | Central Avenue Bridge                                       |      | 21. Jan. 2010        | AR 69 over Polk Bayou                                                                | Batesville | 09001248 |              |
| 14       | Charles R. Handford House                                   |      | 2. Mai 1975          | 658 E. Boswell St.                                                                   | Batesville | 75000390 |              |
| 15       | Cook-Morrow House                                           |      | 29. Juli 1977        | 875 Main St.                                                                         | Batesville | 77000256 |              |
| 16       | Dearing House                                               |      | 3. Mai 1976          | AR 122                                                                               | Newark     | 76000419 |              |
| 17       | Dondy Building                                              |      | 22. Dez. 1982        | 154 S. Third                                                                         | Batesville | 82000824 |              |
| 18       | Edward Dickinson House                                      |      | 26. Nov. 1986        | 672 E. Boswell St.                                                                   | Batesville | 86002907 |              |
| 19       | Franklin Desha House                                        |      | 9. Okt. 1986         | Address Restricted                                                                   | Desha      | 86002844 |              |
| 20       | Garrott House                                               |      | 24. Juni 1971        | 561 E. Main St.                                                                      | Batesville | 71000125 |              |
| 21       | Glenn House                                                 |      | 2. Mai 1975          | 653 Water St.                                                                        | Batesville | 75000389 |              |
| 22       | Goff Petroglyph Site                                        |      | 4. Mai 1982          | Address Restricted                                                                   | Salado     | 82002117 |              |
| 23       | Hulsey Bend School                                          |      | 12. Feb. 1999        | Freeze Bend Rd., 0.7 mi. E of jct of AR 122 and AR 14                                | Oil Trough | 99000153 |              |
| 24       | James S. Handford House                                     |      | 2. Mai 1975          | 659 E. Boswell St.                                                                   | Batesville | 75000391 |              |
| 25       | Jamestown School                                            |      | 4. Sep. 1992         | N of AR 230                                                                          | Jamestown  | 92001106 |              |
| 26       | Lee’s Chapel Church and Masonic Hall                        |      | 10. Mai 2001         | 8 mi. E on Sandtown Rd.                                                              | Cushman    | 01000482 |              |
| 27       | Luster Urban Farmstead                                      |      | 16. Sep. 1983        | 487 N. Central Ave.                                                                  | Batesville | 83001158 |              |
| 28       | Miller Creek Bridge                                         |      | 21. Jan. 2010        | Co. Rd. 86 over Miller Creek                                                         | Batesville | 09001249 |              |
| 29       | Mitchell House                                              |      | 22. Dez. 1982        | 1138 Main St.                                                                        | Batesville | 82000835 |              |
| 30       | Moorefield School                                           |      | 4. Sep. 1992         | N side of Ham St.                                                                    | Moorefield | 92001109 |              |
| 31       | Morrow Hall                                                 |      | 18. Okt. 1972        | 7th and Boswell Sts.                                                                 | Batesville | 72000205 |              |
| 32       | National Guard Armory                                       |      | 29. Mai 1998         | 380 S. Ninth St.                                                                     | Batesville | 98000579 |              |
| 33       | Pfeiffer House                                              |      | 1. Mai 1989          | US 167                                                                               | Pfeiffer   | 89000172 |              |
| 34       | Ruddell Mill Site                                           |      | 28. Aug. 2007        | Address Restricted                                                                   | Batesville | 07000434 |              |
| 35       | School Addition Historic District                           |      | 1. Feb. 2007         | 560-770 Water, 210-293 N. 7th, 709-897 Rock, 215-280 N. 8th                          | Batesville | 06001315 |              |
| 36       | Spring Mill                                                 |      | 1. März 1974         | NW of Batesville on AR 69                                                            | Batesville | 74000477 |              |
| 37       | St. Paul’s Parish Church                                    |      | 22. Dez. 1982        | 5th and Main                                                                         | Batesville | 82000836 |              |
| 38       | The Wheel Store                                             |      | 8. Dez. 1988         | River and Broad Sts.                                                                 | Batesville | 88002822 |              |
| 39       | Thida Grove School                                          |      | 4. Sep. 1992         | Co. Rd. 20                                                                           | Thida      | 92001108 |              |
| 40       | Wyatt House                                                 |      | 5. März 1999         | Jct. AR 25 and Gainer Ferry Rd.                                                      | Desha      | 99000263 |              |
| 41       | Wyatt Petroglyphs                                           |      | 4. Mai 1982          | Address Restricted                                                                   | Desha      | 82002116 |              |
| 42       | Wycough-Jones House                                         |      | 2. Mai 1975          | 683 Water St.                                                                        | Batesville | 75000393 |              |